# Forbidden Zone
Forbidden Zone è un film del 1982 diretto da Richard Elfman.

## Produzione
Originariamente realizzato in bianco e nero (verrà colorato nella riedizione del 2004), il film nasce con l'intento di rappresentare cinematograficamente le performance dal vivo del gruppo musicale The Mystic Knights of the Oingo Boingo.

## Colonna sonora
La colonna sonora è composta da Danny Elfman, fratello del regista, celebre in futuro per il sodalizio artistico con Tim Burton e come autore di numerose colonne sonore cinematografiche, oltre che come cantante degli Oingo Boingo, qui al suo debutto come compositore, oltre che attore, nella parte di Satana.

## Distribuzione
A dispetto della nota di copyright, presente nei titoli di coda del film, che lo data al 1980, il film non è stato distribuito che nel 1982.